# Caroline Dhenin
Caroline Dhenin, née le 13 juin 1973 à Six-Fours-les-Plages, est une joueuse de tennis française, professionnelle de 1994 à 2006.

## Carrière
Sa meilleure performance dans sa carrière en simple est un troisième tour à Roland-Garros en 1997. Elle élimine dans un premier temps la Belge Sabine Appelmans, 17e mondiale (6-77, 6-2, 6-1), puis la Croate Silvija Talaja (6-2, 7-5). Elle s'incline ensuite contre la tête de série no 7, Conchita Martínez (6-2, 6-1).
Elle a obtenu ses meilleurs résultats sur le circuit WTA en double avec une finale à Strasbourg en 2002 et à Canberra en 2004. En 1998, elle accède aux quarts de finale de l'US Open avec Emilie Loit.
Sur le circuit ITF, elle a remporté 12 tournois en double dont le 75 000 $ d'Estoril en 1998, et 2 tournois en simple.
Elle est sacrée championne de France sénior en 2013, 2014 et 2015 puis en 2018.
Elle remporte les championnats du Monde seniors avec l'équipe de France+35 ans en 2009, +40 ans en 2017, et +45 ans en 2018.

## Palmarès

### Titre en double dames
Aucun

### Finales en double dames
| No | Date       | Nom et lieu du tournoi                  | Catégorie | Dotation  | Surface      | Vainqueures                      | Partenaire    | Score         |          |
| -- | ---------- | --------------------------------------- | --------- | --------- | ------------ | -------------------------------- | ------------- | ------------- | -------- |
| 1  | 20/05/2002 | Internationaux de Strasbourg Strasbourg | Tier III  | 170 000 $ | Terre (ext.) | Jennifer Hopkins Jelena Kostanić | Maja Matevžič | 0-6, 6-4, 6-4 | Parcours |
| 2  | 12/01/2004 | Canberra Women’s Classic Canberra       | Tier V    | 110 000 $ | Dur (ext.)   | Jelena Kostanić Claudine Schaul  | Lisa McShea   | 6-4, 7-63     | Parcours |

## Parcours en Grand Chelem

### En simple dames
| Année | Open d'Australie | Open d'Australie | Internationaux de France | Internationaux de France | Wimbledon | Wimbledon | US Open | US Open |
| ----- | ---------------- | ---------------- | ------------------------ | ------------------------ | --------- | --------- | ------- | ------- |
| 1995  | -                | -                | 1er tour (1/64)          | Miriam Oremans           | -         | -         | -       | -       |
| 1996  | -                | -                | 1er tour (1/64)          | Monica Seles             | -         | -         | -       | -       |
| 1997  | -                | -                | 3e tour (1/16)           | Conchita Martínez        | -         | -         | -       | -       |
| 1998  | -                | -                | 1er tour (1/64)          | Liezel Huber             | -         | -         | -       | -       |

À droite du résultat, l’ultime adversaire.

### En double dames
| Année | Open d'Australie           | Open d'Australie        | Internationaux de France  | Internationaux de France | Wimbledon                  | Wimbledon            | US Open                   | US Open               |
| 1998  | 1er tour (1/32) Clare Wood | Janet Lee L. Lee-Waters | 3e tour (1/8) Émilie Loit | S. Farina K. Habsudova   | 2e tour (1/16) Émilie Loit | A. Sánchez H. Suková | 1/4 de finale Émilie Loit | V. Ruano Paola Suárez |

Sous le résultat, la partenaire ; à droite, l’ultime équipe adverse.